# Kalciumcyanamid
Kalciumcyanamid, eller karbidkväve, med handelsnamn kalkkväve, är en förening av kalcium, kväve och kol, som tillverkas genom upphettning av kalciumkarbid i elektrisk ugn under flera timmar, och i en ström av rent och torrt kväve. Materialet består av ett, allt efter tillverkningssätt och använt råmaterial, mörkt pulver.

## Användning
Kalkkväve används huvudsakligen som kvävegödselmedel, där det i jorden omvandlas på ett sätt som gör det möjligt för växter att ta upp kvävet.
Kalkkväve har stor benägenhet att damma och då dammet är frätande och giftigt föredras vid gödsling granulat av ämnet.
På grund av kalkkväves frätande egenskaper kan den dammande formen användas som herbicid.
Kalkkväve kan även användas för s k sätthärdning av stål.